# Kieron Freeman
Kieron Samuel Freeman, född 21 mars 1992, är en walesisk fotbollsspelare som spelar som försvarare. Han har tidigare spelat för bland annat Nottingham Forest och Sheffield United. Freeman har även gjort U17, U19 samt U21-landskamper för Wales.

## Karriär
Den 7 januari 2021 värvades Freeman av Swindon Town, där han skrev på ett halvårskontrakt. Redan den 1 februari 2021 värvades Freeman dock av Swansea City. Den 11 juli 2021 värvades Freeman av Portsmouth, där han skrev på ett tvåårskontrakt.
Den 11 augusti 2023 skrev Freeman på ett halvårskontrakt med Oldham Athletic. Den 16 augusti 2024 skrev han på ett korttidskontrakt med Hartlepool United.